# Portulaca cryptopetala
Portulaca cryptopetala är en portlakväxtart som beskrevs av Carlos Luis Spegazzini. Portulaca cryptopetala ingår i släktet portlaker, och familjen portlakväxter. Inga underarter finns listade i Catalogue of Life.